# Herbert Kemmer
Herbert Kemmer (13. svibnja 1905. – 10. prosinca 1962.) je bivši njemački hokejaš na travi. 
Osvojio je brončano odličje na hokejaškom turniru na Olimpijskim igrama 1928. u Amsterdamu igrajući za Njemačku. Na turniru je odigrao dva susreta. Igrao je u napadu.
8 godina poslije je osvojio srebrno odličje na hokejaškom turniru na Olimpijskim igrama 1936. u Berlinu igrajući za Njemačku. 

## Vanjske poveznice
- Profil na Database Olympics